# Giuseppe Bagnera
Giuseppe Bagnera (Bagheria, 14 de novembro de 1865 – 12 de maio de 1927) foi um matemático italiano.
Bagnera estudou na Universidade de Palermo, onde foi aluno de, dentre outros, Giovanni Guccia (fundador do Circolo Matematico di Palermo) e Ernesto Cesàro. Em 1899 obteve a habilitação em álgebra, tornando-se em 1901 professor de análise da Universidade de Messina. Após o terremoto de Messina de 1908 foi professor de análise em Palermo. A partir de 1922 foi professor em Roma.
Foi membro da Accademia dei Lincei.
Dentre seus alunos consta Pia Nalli.
Foi palestrante convidado do Congresso Internacional de Matemáticos em Roma (1908: Sopra le equazioni algebriche F(X , Y , Z) = 0 che si lasciano risolvere con X , Y , Z funzioni quadruplamente periodiche di due parametri).

## Obras
- Corso di Analisi Infinitesimale, Palermo 1915